# Павловский, Пётр (актёр)
Пётр Павло́вский (пол. Piotr Pawłowski; 19 августа 1925, Милослав — 27 февраля 2012, Варшава) — польский актёр театра и кино, актёр дубляжа.

## Биография
В 1949 году окончил актёрский факультет, а в 1959 году режиссёрский факультет Краковской высшей театральной школы.
В 1949 году впервые вышел на сцену Rhapsodic Theatre в Кракове, которым руководил М. Войт.
В 1952—1962 гг. — актёр Краковского Старого театра, в 1962—1969 гг. варшавских театров Польского, Драматического (1969—1971), Народного (1971—1973) и «Атенеум» (1973—1991).
Кроме артистической деятельности занимался также театральной режиссурой. Обладал особым тембром голоса, часто работал на дублировании картин.
Активно снимался в кино. С 1958 по 1995 год снялся в 45 кино- и телефильмах.
Похоронен в Варшаве на кладбище Старые Повонзки.

## Избранная фильмография
- 1958 — Пилюли для Аурелии — мужчина в шляпе (нет в титрах)
- 1961 — Самсон — эпизод
- 1961 — Апрель — Тадеуш Хырны, капитан, прокурор дивизии
- 1962 — Мужчины на острове — Михальский
- 1962 — Между берегами — врач
- 1962 — Голос с того света — милиционер (нет в титрах)
- 1963 — Девушка из банка — Рогульский (озвучивание — Геннадий Юдин)
- 1963 — Далека дорога — Юзеф, друг Влодарчика
- 1964 — Неизвестный — хорунжий
- 1964 — Эхо — Альфред, друг Хенрика
- 1964 — Беата — отец Беаты (озвучивание — Борис Кордунов)
- 1966 — Фараон — Херихор (озвучивание — Алексей Алексеев)
- 1966 — Если кто знает… — офицер милиции
- 1966 — В логове обречённых — Георг Феликс, профессор
- 1967 — Ставка больше, чем жизнь — Адам Шмидт
- 1967 — Последний шанс (Фильм 5) (нет в титрах)
- 1968 — Когда любовь была преступлением — врач
- 1969 — Преступник, который украл преступление — Леснякевич, доктор, отчим Кернера
- 1969 — Одиночество вдвоем — эпизод
- 1970 — Сигналы — Приключения в космосе — Вейкко, командир «Чайки»
- 1970 — Колумбы — отец «Колумба»
- 1970 — Смерть в первый раз
- 1970 — А если будет весна…
- 1971 — Полонез Огинского — Франек
- 1971 — Как далеко отсюда, как близко — отец Анджея
- 1972 — Мужчина и девушка — Павел Ламоран
- 1973-1974 — Потоп — Ян II Казимир Ваза ((дублировал Владимир Кенигсон))
- 1973 — Час пик — Анджей, любовник Эвы Максымович
- 1975 — Приговорённый — судья
- 1975 — Осуждённые души — иезуит
- 1975 — Казимир Великий — Грот, епископ Краковский
- 1976 — Солдаты свободы — Леопольд Окулицкий (нет в титрах)
- 1976 — Прозрение — бывший директор сельскохозяйственной общины
- 1979 — Урок мёртвого языка — доктор Штиглиц
- 1985 — Ядовитые растения  — отец Адама
- 1988 — Омела — врач
- 1988 — Звезда Полынь — генерал
- 1989 — Чёрный овраг — прусский генерал
- 1990 — Мария Кюри — профессор Ковальский
- 1991 — Проклятая Америка
- 1993 — Разговор с человеком из шкафа — Смерть
- 1994 — Варшавянка (ТВ) — Малаховский
- 1995 — Игроки — отец Грача
- 1995 — Фаустина — архиепископ, митрополит виленский